# Jan van Ens
Jan van Ens (Amsterdam, ca. 1620? - Arles, 1652) was een Nederlandse ondernemer en ingenieur die bekend werd door de drooglegging van moerassen bij Arles.

## Leven
Hij was de zoon van Gaspard van Ens en Marie de Gênes. In 1645 trouwde hij de markiezin Antonelle de Montmeillan met wie hij twee zonen had, Louis en François. 
Aanvankelijk had hij een hoge positie aan het Franse hof als intendant van het koninklijk paleis en controleur van het zilverwerk. In 1642 werd hij tijdens een verblijf in Zuid-Frankrijk geraadpleegd over de mogelijkheid van het droogleggen van de moerassen bij Arles. Hij tekende een contract waarbij hij als vergoeding recht zou hebben op een deel van de drooggelegde grond. Vervolgens liet hij kanalen graven bij Vigueirat en bij La Vidange om het water van de Rhône in te tomen en om het water van de moerassen af te voeren naar zee. Vanaf 1646 werden 4500 ha ten noorden van Arles drooggelegd.
Moeilijkheden met de nieuwe heerser van de streek, vorst Honorius II van Monaco, met de inwoners van het met Arles rivaliserende Tarascon en met het grillige gedrag van de rivier de Rhône zorgden voor het mislukken van het volledige plan. Toen hij werd gedwongen alles in de oorspronkelijke staat te herstellen was hij geruïneerd.
Hij overleed in 1652 na een val van zijn paard. Hoewel hij protestant was werden bij zijn overlijden de klokken van Arles geluid. Hij ligt begraven op het platteland, ongeveer een kilometer ten westen van het dorp Fontvieille. In Arles is een straat naar hem genoemd.